# 徐尧炤
徐尧炤（？—1949年6月），字右佺，湖南浏阳人，中华民国政治人物。
曾任福建省政府主席刘建绪的秘书，1943年任闽清县县长，1948年3月调任霞浦县县长，1949年6月，中国人民解放军攻入福建，16日徐尧炤带领其心腹逃往沙江，又于溪南另立县政府。其后逃往福州，路上遇到风浪，徐将县印投入海中以求平安，因此被福建省政府主席朱绍良定罪枪毙于福州南门兜。